# Ulrich Thoß
Ulrich Thoß (* 27. März 1953 in Grünbach, Vogtland) war Fußballspieler in Zwickau und Plauen. Für die BSG Sachsenring Zwickau spielte er in der Oberliga, der höchsten Fußballklasse in der DDR.
Thoß spielte seit 1963 in der heimatlichen Betriebssportgemeinschaft (BSG) Einheit Grünbach, die ihn 18-jährig 1971 zum regionalen Fußballschwerpunkt, dem Oberligisten BSG Sachsenring Zwickau, delegierte. Dort startete er am 4. März 1972 seine Oberligalaufbahn als Mittelfeldspieler in der Begegnung des 18. Spieltages der Saison 1971/72 BSG Sachsenring – Wismut Aue (1:1). Bis zum Saisonende kam er auf insgesamt acht Oberligaeinsätze, stets im zentralen Mittelfeld. In den folgenden beiden Spielzeiten wurde Thoß nur sehr sporadisch in der 1. Mannschaft eingesetzt. Am 6. Oktober 1973, dem 7. Spieltag der Saison 1973/74, bestritt er bereits sein letztes Oberligaspiel mit Sachsenring Zwickau. Beim 1:4 beim 1. FC Magdeburg wurde er noch einmal in der 77. Minute eingewechselt. Damit war er auf insgesamt 19 Oberligaeinsätze gekommen. Zu Torerfolgen kam er nicht.
Im November 1973 wurde Thoß, von Beruf Maschinenbauer, zum Militärdienst eingezogen, konnte aber bei der Armeesportgemeinschaft Vorwärts Plauen in der zweitklassigen DDR-Liga weiter Fußball spielen. Er blieb auch über die Zeit seiner Wehrpflicht bei Vorwärts Plauen, zeitweise war er Mannschaftskapitän. Bis 1981 spielte Toß mit Plauen ununterbrochen in der DDR-Liga, danach pendelte seine Mannschaft zwischen Bezirksliga und DDR-Liga. Seine letzte Fußballsaison absolvierte er 1982/83 in der DDR-Liga. Nach dem neuerlichen Abstieg im Sommer 1983 beendete Thoß 30-jährig seine Laufbahn als Leistungssportler.